# Santo Daime
Santo Daime es un culto sincrético que surgió en el estado brasileño de Acre, en la Amazonia, en los años 30 del siglo XX. Su fundador fue Raimundo Irineu Serra, llamado por sus contemporáneos Padrinho Irineu y por sus seguidores de hoy día Mestre Irineu.
Es un culto que reúne elementos cristianos (del catolicismo popular), de la tradición espiritista europea, indígenas y africanos en un trabajo espiritual que cuenta también con la ingestión de una infusión llamada ayahuasca que ha sido y es parte de la medicina tradicional amazónica.  Posee ritos basados en la ingesta de sustancias psicoactivas enteógenas, buscando estados alterados de la conciencia y de la mente.
Hoy día, se estima en 10 000 el número de seguidores de esa doctrina en Brasil y en el mundo. Hay iglesias legalmente instituidas en casi todos los estados brasileños y en países como España y Holanda, además de grupos que celebran los cultos de la doctrina en países como Perú, Bolivia, Estados Unidos, Canadá, Japón, México, Argentina, Chile, Uruguay, Venezuela, Ecuador, Colombia y Portugal.